# Luci Cul·leol
Luci Cul·leol (en llatí Lucius Culleolus) va ser procònsol segurament d'Il·líria aproximadament l'any 60 aC.
Ciceró el menciona en dues cartes. Probablement era membre de la gens Terència, una gens romana d'origen plebeu.